# Matthäus Clemasius
Matthäus Clemasius, auch Matthaeus Clemas (* 26. Oktober 1640 in Ebersbach, Oberlausitz; † 25. Dezember 1702 in Greifswald), war ein deutscher Mediziner, Hochschullehrer und Stadtphysikus von Greifswald.
Matthäus Clemasius besuchte die Schule in Löbau und das Gymnasium in Bautzen. Anschließend studierte er an der Universität Leipzig für zwei Jahre zuerst Theologie, dann Philosophie und erlangte den Grad eines Magisters, bevor er vier Jahre Medizin studierte. Danach war er fünf Jahre Leibarzt des sächsischen Kanzlers von Taube am Hofe des sächsischen Kurfürsten Johann Georg II. in Dresden und begleitete diesen auf seinen Gesandtschaftsreisen.
1673 ging er nach Greifswald, wo er pro gradu disputierte und 1674 unter Christoph Helwig promoviert wurde. Im selben Jahr bewarb er sich erfolgreich um eine erledigte medizinische Professur, mit der das Amt des Stadtphysikus von Greifswald verbunden war. In den Jahren 1682, 1691 und 1699 wurde er zum Rektor der Hochschule gewählt.